# موديبو دياكيتي
موديبو دياكيتي (بالفرنسية: Mobido Diakité)‏، من مواليد 2 مارس 1987 في فرنسا، لاعب كرة قدم فرنسي.

## روابط خارجية
- موديبو دياكيتي على موقع قاعدة بيانات كرة القدم.إي يو (الإنجليزية)
- موديبو دياكيتي على موقع ليكيب (الفرنسية)
- موديبو دياكيتي على موقع Soccerbase.com (لاعب) (الإنجليزية)
- موديبو دياكيتي على موقع Soccerway.com (الإنجليزية)
- موديبو دياكيتي على موقع عالم كرة القدم.نت (الإنجليزية)
- موديبو دياكيتي على موقع كووورة
- موديبو دياكيتي على موقع AS.com (الإسبانية)